# December 6.
December 6. az év 340. (szökőévben 341.) napja a Gergely-naptár szerint. Az évből még 25 nap van hátra.
Névnapok: Miklós + Csinszka, Denissza, Deniza, Dionízia, Gyopár, Gyopárka, Kolta, Leontina, Mike, Mikó, Mikolt, Miksa, Misa, Nikol, Nikolasz, Nikolett, Nikoletta

## Események
- 1058 – II. Miklós pápa trónra lép.
- 1060 – Magyar királlyá koronázzák Székesfehérváron Béla herceget.
- 1240 – A mongolok elfoglalják Kijevet.
- 1305 – Királlyá koronázzák Székesfehérváron Ottó bajor herceget.
- 1405 – Cillei Borbálát, Luxemburgi Zsigmond magyar király második feleségét Kanizsai János esztergomi érsek Székesfehérvárott magyar királynévá koronázza.
- 1768 – Skóciában megjelenik az Encyclopædia Britannica első kiadása.
- 1774 – A Habsburg Birodalom örökös tartományaiban a világon elsőként bevezetik az állami oktatást.
- 1816 - A statáriális bíróság Zöld Marcit, Palatinszkit és társaikat a fegyverneki pusztán 1816. december 6-án felakasztotta.
- 1848 – A Galícia felől betörő császári csapatok, nyolcezer fővel és huszonhét löveggel átlépik a Duklai-hágót.
- 1865 – A Kolozsváron november 18-án kezdődött országgyűlés deklarálja Erdély unióját Magyarországgal.[1]
- 1865 – Az Amerikai Egyesült Államok alkotmányának 13. kiegészítésével a rabszolgaságot az USA-ban törvényen kívülre helyezik.
- 1877 – Edison New Jerseyben bemutatja a fonográfot, az első felvételen Edison maga mondja fel "Mary Had a Little Lamb" című mondókát.
- 1906 – Szentesen megnyílik a Református kör.
- 1912 – A Ludwig Borchardt irányításával dolgozó német régészcsoport megtalálja Nofertiti portréját.
- 1916 – I. világháború: A központi hatalmak csapatai bevonulnak az elfoglalt Bukarestbe.
- 1917 – Finnország kikiáltja függetlenségét az Orosz Birodalomtól.
- 1917 – I. világháború: Az Amerikai Egyesült Államok hadat üzen az Osztrák–Magyar Monarchiának.
- 1917 – A kanadai Halifax kikötőjében felrobban az SS Mont-Blanc francia lőszerszállító hajó. 2000 ember életét veszti, 9000 sebesült. 2 km2-es körzetben minden épület elpusztul. Ez minden idők legnagyobb nem-nukleáris balesete.
- 1922 – Ulster tartomány kivételével az írek elnyerik függetlenségüket, létrejön az Ír Szabad Állam.
- 1938 – Német–francia megnemtámadási nyilatkozat.
- 1926 – Olaszországban Benito Mussolini adót vet ki a vőlegényekre.
- 1944 – Bukarestben megalakul a Rădescu-kormány.
- 1946 – Willard F. Libby amerikai fizikus felfedezte az atomórát, amely a céziumatomok sajátrezgéseinek a számlálása alapján működött; Libby 1960-ban kémiai Nobel-díjat kapott a C-14-es kormeghatározási módszer kidolgozásáért.
- 1947 – Megalapítják az Everglades Nemzeti Parkot.
- 1956 – Dél-Afrikában letartóztatják Nelson Mandelát és 156 társát, tiltott politikai tevékenység vádjával.
- 1956 – A melbourne-i vérfürdő néven híressé vált összecsapás: A vízilabda történetének leghíresebb meccse, amelyet a Szovjetunió elleni 4-0-s magyar vezetésnél néhány perccel idő előtt lefújnak, mert a medencében elszabadulnak az indulatok.
- 1957 - Az első amerikai műhold, a Vanguard sikertelen fellövése.
- 1962 – Bognár Géza elnökletével megalakul a Magyar Űrkutatási Bizottság.
- 1970 – Willy Brandt német kancellár varsói látogatásakor aláírják azt a nyugat-német–lengyel egyezményt, amely elismeri a fennálló államhatárokat.
- 1974 – Budapesten felavatják a Deák téri aluljárót.
- 1978 – A spanyol parlament elfogadja az ország új alkotmányát.
- 1984 – Oláh István vezérezredest, a Magyar Néphadsereg vezérkari főnökét választja honvédelmi miniszterré a Népköztársaság Elnöki Tanácsa.
- 1990 – Szaddám Huszein bejelenti, hogy mind a 2000 Irakban és Kuvaitban fogva tartott külföldi túszt szabadon engedi.
- 1989 – Manfred Gerlach lesz a NDK államfője.
- 1992 – Svájc lakossága népszavazáson elutasítja az EU-csatlakozást.
- 1995 – Az UNESCO Világörökség Bizottsága berlini ülésén a világörökség részévé nyilvánítja a Carlsbad Caverns Nemzeti Parkot (USA, Új-Mexikó) és az Aggteleki- valamint a Szlovák-karszt barlangrendszereit.
- 2001 – Budapest 40 fős magyar felderítő egységet ajánl fel a macedóniai NATO-erőhöz.
- 2002 – Magyarország EU-csatlakozási tárgyalásain megállapodás születik a versenypolitikai fejezet még nyitott kérdéseiről.
- 2003 – Elindul a bolgár Wikipédia.
- 2006 – Az orosz alsóház, az Állami Duma nyilatkozatában a dél-oszét függetlenségi akarat tekintetbe vételére ösztönözi Oroszországot és a világközösséget.
- 2007 – Ünnepélyes keretek között Tatán elbúcsúztatják a MH Őr- és Biztosító Zászlóalj tizennyolcadik váltását.

## Születések
- 1285 – IV. Ferdinánd kasztíliai király († 1312)
- 1421 – VI. Henrik angol király († 1471)
- 1598 – Augustini (ab Hortis) Keresztély magyar orvos († 1640)
- 1642 – Johann Christoph Bach német zeneszerző, orgonaművész († 1703)
- 1665 – Gróf Bercsényi Miklós kuruc hadvezér, II. Rákóczi Ferenc főhadparancsnoka († 1725)
- 1741 – Ürményi József országbíró († 1825)
- 1745 – Benyák Bernát József bölcseletdoktor, piarista rendi szerzetes, tanár († 1829)
- 1787 – Birly Ede Flórián magyar orvos, egyetemi tanár és királyi tanácsos († 1854)
- 1797 – Nagy Károly matematikus, csillagász († 1868)
- 1805 – Entz Ferenc orvos, szőlész és kertész, az MTA levelező tagja († 1877)
- 1828 – Péchy Tamás magyar köztisztviselő, politikus, miniszter († 1897)
- 1834 – Mechwart András gépészmérnök, feltaláló († 1907)
- 1841
  - Nagy Dezső magyar gépészmérnök, műegyetemi tanár († 1916)
  - Frédéric Bazille francia festőművész († 1870)
- 1848 – Johann Palisa osztrák csillagász, százhuszonkét kisbolygó felfedezője († 1925)
- 1849 – August von Mackensen német vezértábornagy, I. világháborús hadseregparancsnok († 1945)
- 1856 – Walther von Dyck német matematikus († 1934)
- 1863 – Charles Martin Hall amerikai feltaláló, üzletember és kémikus, az alumínium-gyártás kidolgozója († 1914)
- 1888 – Szakasits Árpád politikus, köztársasági elnök, majd  a Magyar Népköztársaság Elnöki Tanácsának elnöke († 1965)
- 1896 – Ira Gershwin amerikai dalszövegíró († 1983)
- 1898 – Gunnar Myrdal Közgazdasági Nobel-emlékdíjas svéd közgazdász († 1987)
- 1904 – Ève Curie francia újságíró, író és diplomata, Pierre és Marie Curie leánya († 2007)
- 1906 – Goldmark Péter Károly magyar származású amerikai mérnök, fizikus († 1977)
- 1914 – Willard Cantrell amerika autóversenyző († 1986)
- 1915 – Gyárfás Miklós József Attila-díjas magyar író, költő, dramaturg, egyetemi tanár, forgatókönyvíró († 1992)
- 1920 – Dave Brubeck amerikai zeneszerző, zongorista († 2012)
- 1920 – George Porter Nobel-díjas angol kémikus († 2002)
- 1927 – Sergio Corbucci olasz filmrendező (És megint dühbe jövünk, Kincs, ami nincs) († 1990)
- 1928 – Stettner Béla Munkácsy Mihály-díjas grafikusművész, érdemes művész († 1984)
- 1933 – Henryk Górecki lengyel zeneszerző, a lengyel avantgárd vezető alakja († 2010)
- 1935 – Bertók László Kossuth-díjas magyar író, költő († 2020)
- 1935 – Keith Holland brit autóversenyző
- 1941 – Vittorio Mezzogiorno olasz színész († 1994)
- 1944 – Jonathan King angol énekes, producer
- 1944 – Kőszegi Imre magyar dzsesszdobos
- 1948 – JoBeth Williams (sz. Margaret Jobeth Williams) amerikai színésznő
- 1948 – Keke Rosberg finn autóversenyző, a Formula–1 egyszeres világbajnoka (1982)
- 1952 – dr. Tamás István Pál magyar mérnök-közgazdász, üzletember, az IBS Nemzetközi Üzleti Főiskola alapítója, a Csodák Palotája fenntartója, a Dunaholding alapítója
- 1953 – Tom Hulce amerikai színész
- 1957 – Andrew Cuomo amerikai politikus, lakásügyi és városfejlesztési miniszter, New York állam kormányzója
- 1962 – Ben Watt, az Everything but the Girl brit alternatív rockegyüttes énekes-producere
- 1969 – Torri Higginson kanadai színésznő
- 1969 – Mincza-Nébald Ildikó olimpiai bronzérmes magyar vívó
- 1971 – Danyi Judit magyar színésznő
- 1978 – Pálinger Katalin magyar kézilabdázó
- 1979 – Filó Tamás magyar labdarúgó
- 1982 – Elek Attila magyar jégtáncos
- 1994 – Jánisz Antetokúnmpo görög kosárlabdázó

## Halálozások
- 0343 – Szent Miklós myrai püspök (születési és halálozási adatai valójában ismeretlenek), a tengerészek, kereskedők, gyermekek és diákok védőszentje Oroszországban, Görögországban és Szerbiában (* 245)
- 0886 – Karlmann nyugati frank király (* 866/868)
- 1003 – XVII. János pápa (* ismeretlen)
- 1032 – XIX. János pápa (* ismeretlen)
- 1185 – I. Alfonz portugál király (* 1109)
- 1352 – VI. Kelemen pápa (* 1291)
- 1562 – Jan van Scorel holland festőművész (* 1495)
- 1779 – Jean-Baptiste Siméon Chardin francia festőművész, a rokokó stílus képviselője (* 1699)
- 1783 – Jelky András utazó, kalandor (* 1730 vagy 1738)
- 1821 – Carlowsky Zsigmond az eperjesi evangélikus kollegium tanára (* ?)
- 1842 – Kolossváry Sándor kanonok, címzetes apát, az MTA tagja (* 1775)
- 1860 – Marianne von Willemer osztrák írónő (* 1784)
- 1877 – Bethlen Miklósné magyar írónő (* 1836)
- 1888 – Hunfalvy János a magyar tudományos földrajz megalapítója, a Magyar Földrajzi Társaság első elnöke (* 1820)
- 1889 – Jefferson Davis amerikai katona és államférfi, az Amerikai Konföderációs Államok első és egyetlen elnöke, az amerikai polgárháború meghatározó alakja (* 1808)
- 1892 – Ernst Werner von Siemens német feltaláló és gyáralapító (* 1816)
- 1912 – Paul Kummer német hittanár, mikológus (* 1834)
- 1931 – Böckh Hugó geológus (* 1874)
- 1933 – Nádaskay Béla állatorvos és orvosdoktor, a leíró- és tájbonctan tanára, 1878-ban az első magyar állatorvosi folyóirat, a Veterinarius alapítója (* 1848).
- 1965 – Farkas Mihály (er. Lőwy M.), magyar kommunista pártmunkás, honvédelmi miniszter (* 1904)
- 1967 – Schick Béla gyermekorvos (* 1877)
- 1969 – Meredith Hunter amerikai állampolgár, akit az Altamont zenei fesztiválon leszúrtak, miközben a The Rolling Stones az „Under My Thumb” című számot játszotta. (* 1951)
- 1974 – Roberto Oros di Bartini magyar születésű szovjet fizikus és repülőgép-tervező (* 1897)
- 1985 – Jacsó István sportvezető, jogász (* 1913)
- 1988 – Roy Kelton Orbison amerikai pop-énekes (* 1936)
- 1990 – Molnár János magyar főiskolai tanár, történész, művelődésügyi miniszterhelyettes (* 1927)
- 1991 – Aczél György kultúrpolitikus (* 1917)
- 1991 – Richard Stone (Sir John Richard Nicholas Stone) brit közgazdász, az 1984. évi közgazdasági Nobel-díj elismertje (* 1913).
- 1993 – Don Ameche Oscar-díjas amerikai színész (* 1908)
- 1994 – Gian Maria Volonté olasz színész (* 1933)
- 1996 – Mikus Gyula magyar festőművész (* 1905)
- 1999 – Zsíros Ágnes magyar színésznő (* 1962)
- 2003 – Hans Hotter német operaénekes, bassz-bariton (* 1909)
- 2007 – Szőllősy András magyar zeneszerző, zenetudós (* 1921)
- 2011 – Giancarlo Badessi olasz színész (* 1928)
- 2016 – Lehoczky Éva magyar opera-énekesnő, érdemes művész (* 1925)
- 2020 – Bisztrai Mária erdélyi magyar színésznő, színigazgató (* 1923)
- 2021 – Kóbor János Kossuth- és Liszt Ferenc-díjas magyar énekes, becenevén „Mecky”, az Omega énekese (* 1943)

## Nemzeti ünnepek, emléknapok, világnapok
→Sablonvita:Ünnepek/12-06:
- Szent Miklós myrai püspök emléknapja a katolikus egyházban[2]
- Mikulás, illetve Télapó ünnepe[3]
- a függetlenség napja Finnországban[4]
- az alkotmány napja Spanyolországban (az alaptörvény 1978-as elfogadásának évfordulóján)[5]